# Bán kính sát thương
Bán kính sát thương là bán kính đường tròn tính từ tâm nổ hoặc điểm chiếu tâm nổ của phương tiện sát thương mà trong phạm vi đó các đối tượng (mục tiêu) bị tiêu diệt hoặc phá hủy với xác suất diệt mục tiêu không nhỏ hơn xác suất đã định.

## Phân loại và đặc điểm

### Theo đặc điểm tác động của các yếu tố lên mục tiêu khi đạn nổ
- Bán kính sát thương riêng biệt là Bán kính sát thương của từng yếu tố độc lập tác động lên mục tiêu, không phụ thuộc vào tác động của các yếu tố khác (như lựu đạn nổ sát thương sinh lực chủ yếu bằng các mảnh của lựu đạn khi nổ văng ra).
- Bán kính sát thương kết hợp là Bán kính sát thương do tác động đồng thời của nhiều yếu tố lên mục tiêu, như bom nổ có nhiều yếu tố đồng thời tác động lên mục tiêu (gồm: sóng xung kích, bức xạ quang, bức xạ nhiệt, các mảnh bom khi nổ văng ra va đập vào mục tiêu...) và khi đó Bán kính sát thương mục tiêu được tính tổng hợp của các yếu tố sát thương mục tiêu nói trên. Tuy nhiên, hiệu quả sát thương do tác động của từng yếu tố lên mục tiêu không giống nhau. Do vậy, trong chế tạo vũ khí để tăng Bán kính sát thương mục tiêu, người ta thường chú trọng đến những yếu tố gây sát thương chủ yếu.

### Theo xác suất tiêu diệt mục tiêu
- Bán kính sát thương dày đặc là Bán kính sát thương mà trong giới hạn của nó, mục tiêu bị tiêu diệt (phá hủy) không dưới 90%.
- Bán kính sát thương hiệu quả là Bán kính sát thương mà trong phạm vi giới hạn của nó, mục tiêu bị tiêu diệt (phá hủy) không dưới 50%.

## Phương pháp xác định
- Phương pháp thực nghiệm được tiến hành sau khi vũ khí đã được chế tạo, trước khi đưa vào sử dụng; tiến hành bắn thử (nổ thử) để xác định Bán kính sát thương mục tiêu và làm cơ sở để hoàn thiện hồ sơ tính năng chiến - kĩ thuật của vũ khí để đưa vào sử dụng.
- Phương pháp giải tích xác định Bán kính sát thương của một loại vũ khí trước khi được chế tạo; cho phép kịp thời điều chỉnh thiết kế để tìm biện pháp tăng Bán kính sát thương ngay từ khi thiết kế, chế tạo vũ khí. Tuy nhiên, giữa phương pháp giải tích và thực nghiệm thường có những khoảng sai lệch do sai số của mỗi phương pháp có khác nhau.

## Thực tế
Trong thực tế ít có những yếu tố sát thương mang tính độc lập tuyệt đối; do vậy, khi tính Bán kính sát thương mục tiêu, người ta có thể chỉ quan tâm đến yếu tố chủ yếu và bỏ qua các yếu tố sát thương khác không phải là chủ yếu. Các đối tượng (mục tiêu) càng ở gần tâm điểm nổ của đạn thì khả năng bị tiêu diệt càng lớn và ngược lại càng cách xa tâm điểm nổ thì càng hạn chế khả năng bị tiêu diệt. Mục tiêu hoàn toàn không bị tiêu diệt (phá hủy) khi nằm ở ngoài phạm vi Bán kính sát thương của đạn.

## Vai trò
Bán kính sát thương là một trong những tính năng chiến - kĩ thuật quan trọng; đặc trưng cho khả năng chiến đấu của mỗi loại vũ khí. Bán kính sát thương càng lớn thì hiệu quả sát thương, phá hủy mục tiêu càng cao. 
Trong thiết kế, chế tạo vũ khí người ta quan tâm nghiên cứu tìm nhiều biện pháp để tăng Bán kính sát thương cho các loại bom, mìn, đạn pháo, lựu đạn... nhằm nâng cao khả năng chiến đấu của các loại vũ khí. Để tăng Bán kính sát thương của đạn khi nổ, khi chế tạo thường chú trọng tăng chất lượng thuốc nhồi, tăng số mảnh của đầu đạn (như chế tạo bom chùm, bom bi, bom và đạn pháo có chứa các mũi tên...). 
Trong hoạt động tác chiến, nắm được Bán kính sát thương của từng loại bom, đạn, mìn sẽ có phương pháp sử dụng cho phù hợp, lựa chọn đúng mục tiêu, thời cơ, phương pháp, tiến hành hỏa lực nhằm phát huy hết tính năng chiến - kĩ thuật của vũ khí để đánh địch và bảo đảm an toàn cho các lực lượng tác chiến của ta gần khu vực điểm nổ. 
Mặt khác, nắm được các yếu tố sát thương và Bán kính sát thương các loại vũ khí của đối phương sử dụng để có biện pháp hạn chế khả năng sát thương, giảm tổn thất thương vong, bảo toàn lực lượng.